# Skrzyniec (województwo lubelskie)
Skrzyniec – wieś w Polsce położona w województwie lubelskim, w powiecie lubelskim, w gminie Bełżyce. Przez wieś płynie rzeka Zalesianka, dopływ Chodelki.
W latach 1975–1998 miejscowość administracyjnie należała do ówczesnego województwa lubelskiego. Obecnie także należy do województwa lubelskiego.
Według Narodowego Spisu Powszechnego z roku 2011 wieś liczyła  mieszkańców.
Wierni Kościoła rzymskokatolickiego należą do parafii Trójcy Świętej i Narodzenia Najświętszej Maryi Panny w Chodlu.

## Historia
Na podstawie znalezisk krzemiennych wyrobów i odłupków stwierdzono, że najstarsze ślady obecności grup ludzkich na terenie dzisiejszego Skrzyńca pochodzą ze schyłkowego paleolitu. Są one datowane na lata pomiędzy X a VIII tysiąclecie p.n.e. i reprezentują łowców reniferów, żyjących u schyłku plejstocenu.